# 夜、鳥たちが啼く
『夜、鳥たちが啼く』（よる、とりたちがなく）は、佐藤泰志の短編小説。連作短編集『大きなハードルと小さなハードル』に収録されている。
2022年に映画版が公開された。

## あらすじ
若くして小説家となった慎一だったが、その後は鳴かず飛ばずの状態で付き合っていた恋人も離れていき、鬱屈した日々を送っていた。そんなある日、友人の元妻である裕子が一人息子とともに慎一の家に引っ越してきた。自分が住んでいた家を裕子と子供に与え、慎一はプレハブに住むことになるという奇妙な共同生活を送ることになった。
自分の身勝手な性格が災いして他人を傷つけた経緯のある慎一は夜になると、かつての自分自身の姿を投影するような小説を書く日々を送るようになっていた。
一方、一人息子とともに慎一のところに身を寄せた裕子は息子が寝静まった頃に外へと繰り出し、夜ごと男たちと逢瀬を繰り返していた。親として強くありたいという想いと言い知れぬ孤独との間で裕子は苦しんでいた。そんな生活をしていく中で父親がいなくなった淋しさで傷心していた一人息子は慎一を慕い始める。慎一と裕子は互いを刺激し合わぬように共同生活を送るが、それぞれに前に進むきっかけを掴めずにいた。

## 『大きなハードルと小さなハードル』収録作品
1. 美しい夏
2. 野栗鼠
3. 大きなハードルと小さなハードル
4. 納屋のように広い心
5. 裸者の夏
6. 夜、鳥たちが啼く

## 書誌情報
- 佐藤泰志『夜、鳥たちが啼く』
  - 初出：『文藝』1989年冬季号
  - 連作短編集『大きなハードルと小さなハードル』所収
    - 単行本：河出書房新社、1991年3月26日発売、ISBN 978-4-309-00676-5[5]
    - 文庫本：河出文庫、2011年6月7日発売、ISBN 978-4-309-41084-5[1][2]

## 映画
2022年12月9日に公開された。監督は城定秀夫、主演は山田裕貴。R15+指定。

### キャスト
- 岡田慎一：山田裕貴
- 裕子：松本まりか[3][4]
- アキラ：森優理斗
- 文子：中村ゆりか
- 邦博：カトウシンスケ
- 大谷静子：藤田朋子
- 武井徹：宇野祥平
- 三宅隼人：吉田浩太
- 小野田しずく：縄田カノン
- 滝沢：加治将樹

### スタッフ
- 原作：佐藤泰志『夜、鳥たちが啼く』（『大きなハードルと小さなハードル』所収 / 河出文庫刊）
- 監督：城定秀夫
- 脚本：高田亮
- 音楽：石塚徹
- エグゼクティブプロデューサー：藤本款
- プロデューサー：秋山智則、姫田伸也
- 撮影：渡邊雅紀
- 照明：小川大介
- 美術：松塚隆史
- 録音：岩間翼
- スタイリスト：深野明美
- ヘアメイク：柿原由佳
- 編集：清野英樹
- 効果：西村洋一
- グレーディング・VFX：稲川実希
- 音楽プロデューサー：田井モトヨシ
- 助監督：伊藤一平
- 制作補：牧義寛
- 制作協力：Gemini Films
- 製作・配給：クロックワークス

### 受賞
- 第17回ロサンゼルス日本映画祭・最優秀長編作品賞受賞[6]